# Cetorolaco de trometamina

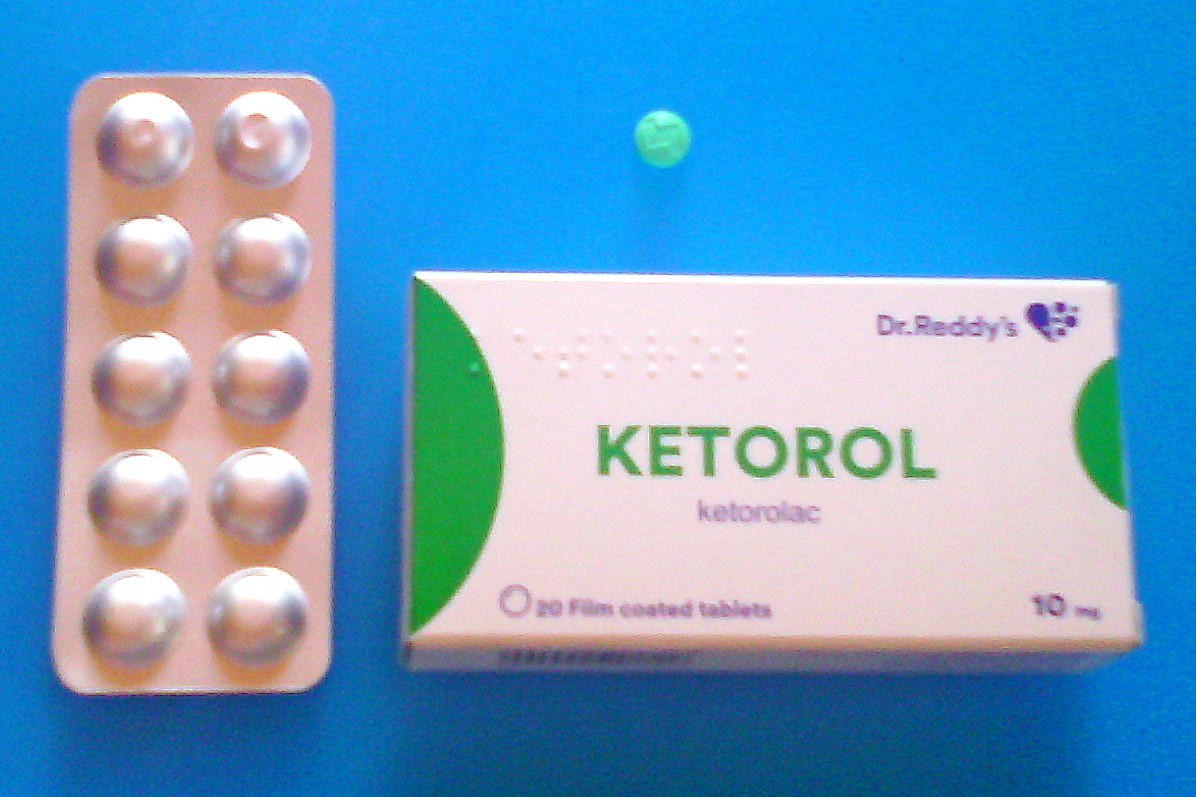
Cetorolaco de trometamina

Cetorolaco de trometamina ou trometamol cetorolaco (nome comercial: Toradol) é um fármaco utilizado pela medicina como anti-inflamatório não esteróide e de potente ação analgésica. Pode ser utilizado pela via oral para tratamentos curtos de dor moderada a grave e em pós-operatórios nas situações de dor aguda a grave pela via parenteral. É um medicamento muito empregado para tratamentos de dor aguda.
A solução oftálmica é utilizado no tratamento de conjutivite alérgica e pós-cirurgia oftálmica.

## Mecanismo de ação
Atua por inibição não seletiva da atividade da enzima ciclooxigenase 1 e 2, bloqueando assim a síntese de prostaglandinas. Tem uma fraca actividade como bloqueante anticolinérgico e alfa adrenérgicos.

## Farmacocinética
A absorção é rápida e completa, mas a forma intramuscular é absorvido mais lentamente. Consumir com alimentos diminui a velocidade, mas não a extensão da absorção por via oral. A biodisponibilidade após administração oral é de 80 a 100%. Após injecção por via intramuscular, o efeito analgésico começa em 10 minutos, com uma duração de 6 a 8 horas. Após a administração oral, a analgesia ocorre em 30 a 60 minutos, com uma duração de acção de 6 a 8 horas. Faz 99% de ligação às proteínas plasmáticas, atravessa a placenta e é distribuída para o leite materno em pequenas quantidades. A vida média varia entre 3 e 9h. É inativado por hidroxilação no fígado e por conjugação com ácido glucurónico. Seus metabolitos são excretados principalmente na urina (91%), e o restante é excretado nas fezes.

## Precauções
O uso por períodos maiores que três meses pode provocar probabilidade de surgir uma úlcera gastroduodenal, hemorragia e perfuração. Em idosos isto é mais acentuado. Pacientes com insuficiência renal ou hepática devem ser monitorados pelo risco de necrose papilar renal.

## Interações medicamentosas
O cetorolaco interage com salicilatos, outros AINEs, lítio, anticoagulantes orais, heparina e metotrexato.

## Contraindicações
Como qualquer outro medicamento, o cetocorolato de trometatina é contraindicado nos casos de hipersensibilidade aos componentes de sua formulação. Seu uso também deve ser evitado nos casos de crianças menores de 16 anos, grávidas e lactentes. Pacientes com úlceras, hemorragia cerebrovascular, diátese hemorrágica, problemas na hemostasia, reação broncospáticas a AINE's, hipovolemia, desidratação aguda e síndrome de pólipo nasal não podem receber o medicamento.